# Стрмець (Велике Лаще)
Стрмець (словен. Strmec) — поселення в общині Велике Лаще, Осреднєсловенський регіон, Словенія. 
Висота над рівнем моря: 613,9 м.